# 楊希閔
楊 希閔（よう きびん）は中華民国の軍人。滇軍（雲南軍、雲南派）の指導者の1人。初期の中国国民党を支えた軍指揮官でもある。字は紹基。

## 事跡
1909年（宣統元年）、雲南陸軍講武堂に入学する。1911年（宣統3年）10月の昆明重九起義に、学生として革命派に参加した。その後、謝汝翼率いる援川滇軍第1梯団に配属され、四川省へ出撃している。
1912年（民国元年）、江西講武堂に転学した。1913年（民国2年）の卒業後、江西歩兵第3旅上尉参謀に任命された。同年、江西都督李烈鈞による二次革命（第二革命）が勃発すると、革命派に加わったが、敗北した。その後、雲南省に戻って滇軍に加入し、昇進を重ねた。
1921年（民国10年）、駐川滇軍第1軍軍長顧品珍が雲南へ戻ると、その下に配属されていた楊希閔もこれに従い、雲南を支配していた唐継尭に叛旗を翻してこれを駆逐した。楊は第3旅旅長に任命されている。しかし1922年（民国11年）3月、顧品珍は唐継尭の反撃に遭って戦死してしまう。楊は広西省に駐屯していた張開儒率いる滇軍の下に逃れた。
同年6月、孫文と陳炯明が決裂すると、張開儒は陳の討伐のために広東へ向かう。しかし、その途中の桂平（広西省）で、楊希閔は張から軍の指揮権を奪い取った。孫文は楊をそのまま西路討逆軍滇軍総司令に任命し、滇軍の范石生、桂軍の劉震寰・沈鴻英とともに陳炯明を撃破させた。
1923年（民国12年）3月、孫文が陸海軍大元帥大本営を設置すると、楊希閔は中央直轄滇軍総司令に任命された。同年7月、滇軍は3個軍に改変され、楊は第1軍軍長兼粤贛湘辺防督弁に任命された。1924年（民国13年）1月の国民党第1回大会で中央執行委員に選出され、2月に中央直轄区域執行部中央執行委員に任命された。10月、建国滇軍総司令に任命される。
孫文死後の1925年（民国14年）3月、楊希閔は北京政府から広東軍務幇弁に任命される。5月、唐継尭、陳炯明、段祺瑞や香港総督など、反国民党勢力の支援を受けつつ、劉震寰らとともに香港で反乱を計画し、広州で実行に移した。しかし、許崇智軍や黄埔軍官学校学生軍の反撃に遭って敗北し、楊は香港へ逃げ帰った。この反乱により楊は国民党から除名され、以後、楊は軍政の舞台に復帰することはできなかった。
その後、浙江省紹興に寓居した。日中戦争（抗日戦争）勃発後の1937年（民国26年）、昆明に移って引き続き寓居している。中華人民共和国成立後も雲南省に留まり、雲南省政治協商会議委員に選出され、中国国民党革命委員会（民革）にも加入した。
1967年1月17日、病没。享年82。